# Губерт Герхард
Губерт Герхард (нім. Hubert Gerhard, варіанти ім'я: Роберт, Гюбрехт, Рупрехт, варіанти прізвища: Герарт, Герарді, Жирарді; бл. 1540/1550 — бл. 1618/1623) — німецький скульптор доби маньєризму і раннього бароко, нідерландець за походженням.

## Життєпис
Не збережено відомостей про ранні роки, місяць і рік народження. Рік народження зазвичай традиційно розміщають між 1540—1550 роками. Ще більше розбіжностей з містом народження — або Гертогенбос, або Амстердам. Два його родича були теж скульпторами — Хендрік Геррітс та Жерар Хендрікс (? — 1615).

## Італійський період
Збережені відомості, що перебував у Італії, у Венеції та Флоренції. У Флоренції роками працював Джованні да Болонья, уславлений скульптор, нідерландець за походженням. Джованні да Болонья мав у Флоренції майстерню з помічниками, гідну виконати скульптури з бронзи чи з мармуру. Швидше за все він опановував ремесло скульптора у Нідерландах, а удосконалював майстерність під керівництвом або під впливом творів Джованні да Болонья, у котрого працював і скульптор П'єтро Франкавілла, франкомовний фламандець.

## Праця в Німеччині
1581 року Губерт Герхард покинув Італію і відбув на працю у місто Аугсбург. Серед замовників скульптора був відомий німецький банкір і багатій Ганс Фуггер. Разом із італійським скульптором Карло Палаго Губерт Герхард  працював над декором для садиби Фуггера у Кірхгаймі. Було створено близько десяти бронзових скульптур для фонтанів. Моделі для фонтанних скульптур він виготовляв із теракоти, котрі потім переводили у бронзу.
До скульптур цього періоду відноситься і скульптурна група «Венера і Марс» (в 20 ст. Баварський національний музей).
Приблизно з 1584 року він працював над створенням релігійної скульптурної групи «Архангел Михаїл перемагає диявола», в котрій вважали втілення Контрреформації. Крім того, він виконав декілька скульптур у теракоті (апостоли та пророки, а також янголи).
До 1590 року він створив комплект скульптур для декору фонтана Августа. Фонтан з його скульптурами розмістили на площі перед ратушою міста Аугсбург. Віртуозно виконані фігури були творчо зміненими моделями, створеними скульптором Джовані да Болонья для фонтана, котрий прикрасив площу у місті Болонья.
По замові курфюрста Вільгельма V він створив міфологічну скульптуру «Діана», котру згодом почали називати «Алегорією Баварії». На зламі 16-17 століть скульптор працював у містах Мергентгайм та Інсбрук. 1613 року він знову повернувся у місто Мюнхен.
Точної дати смерті скульптора не збережено, він помер близько 1620 року.

## Серія теракот Пори року"

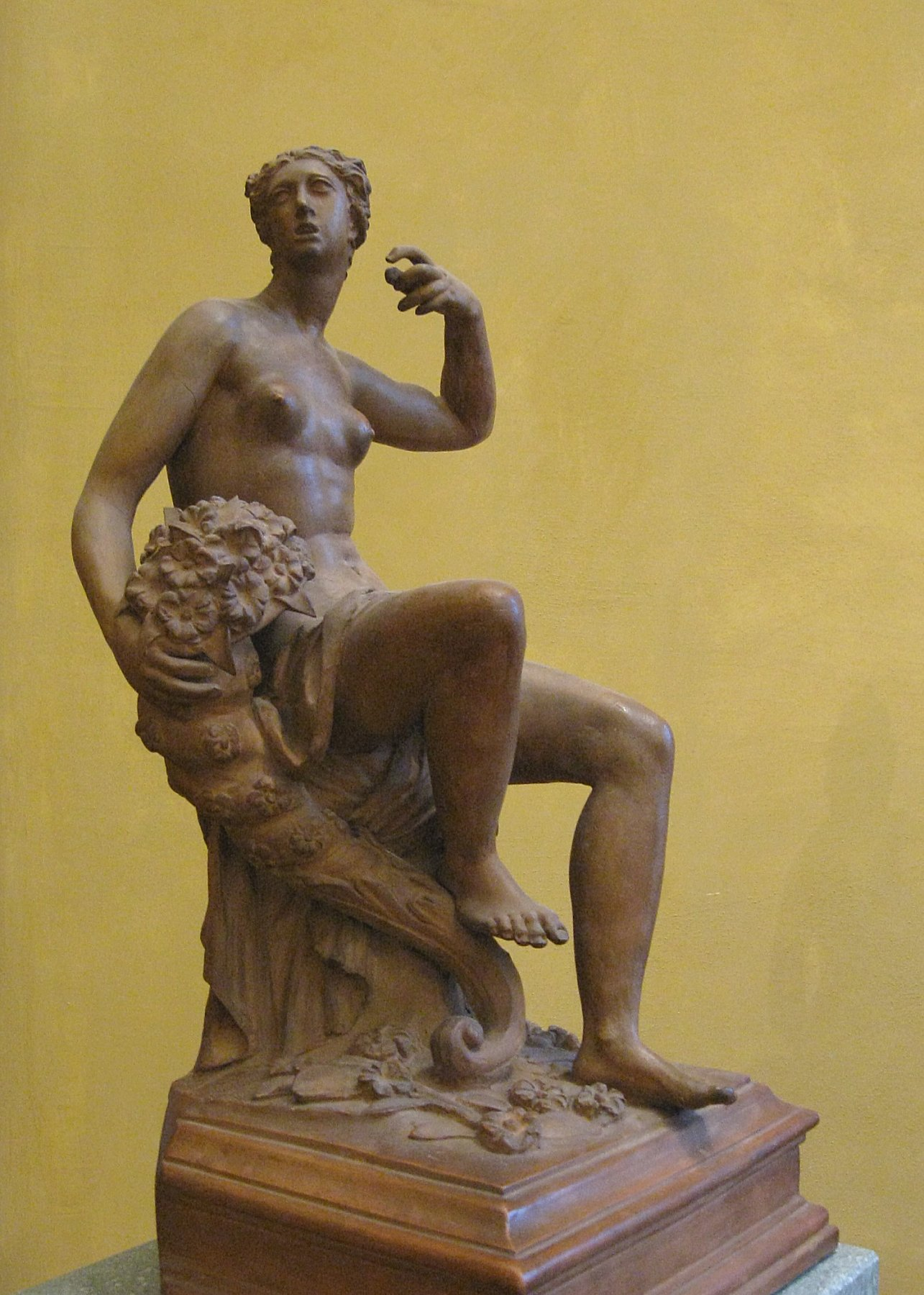
Губерт Герхард. «Весна», 1590–1600, теракота, Баварський національний музей
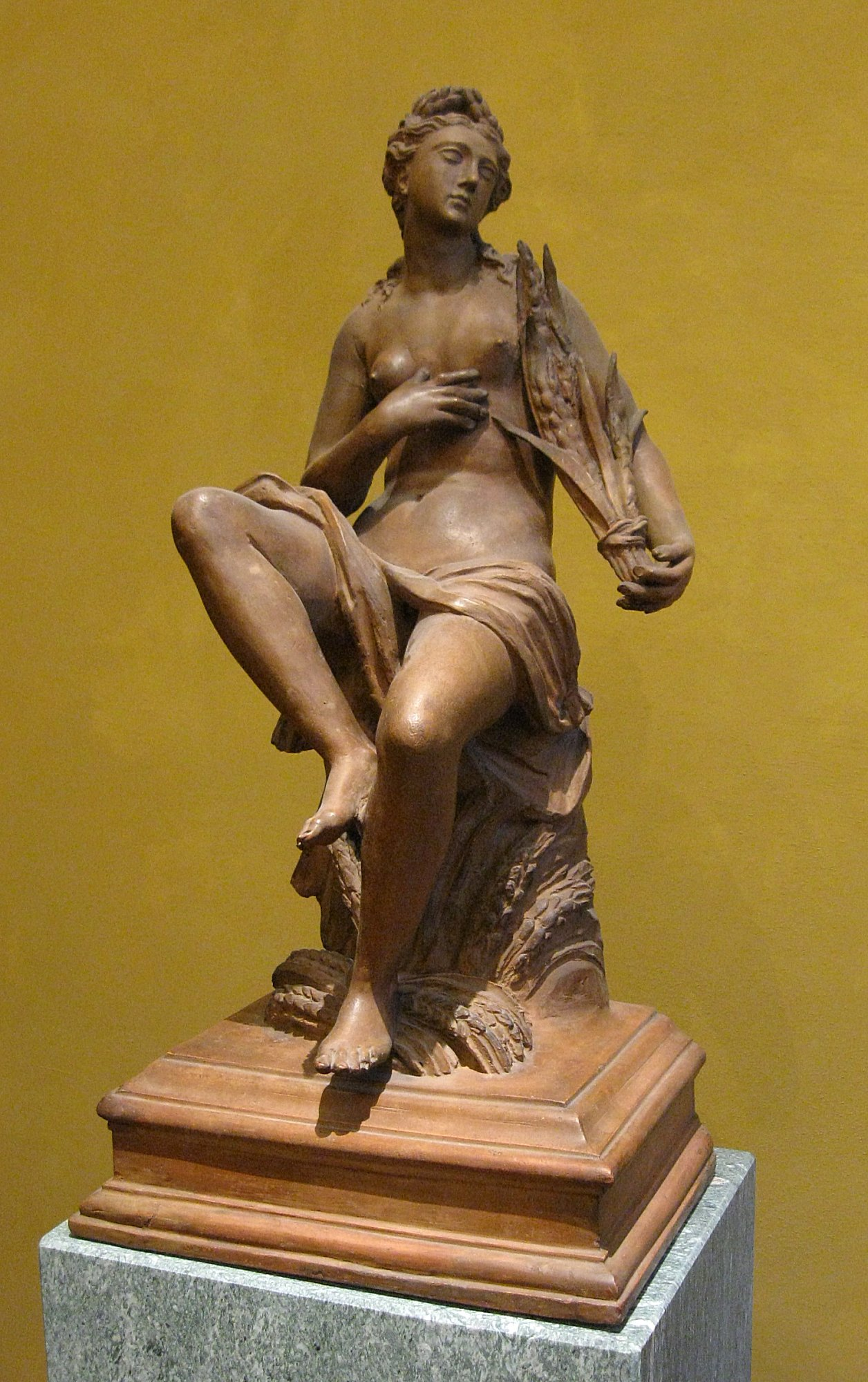
Губерт Герхард. «Літо», 1590–1600, теракота, Баварський національний музей
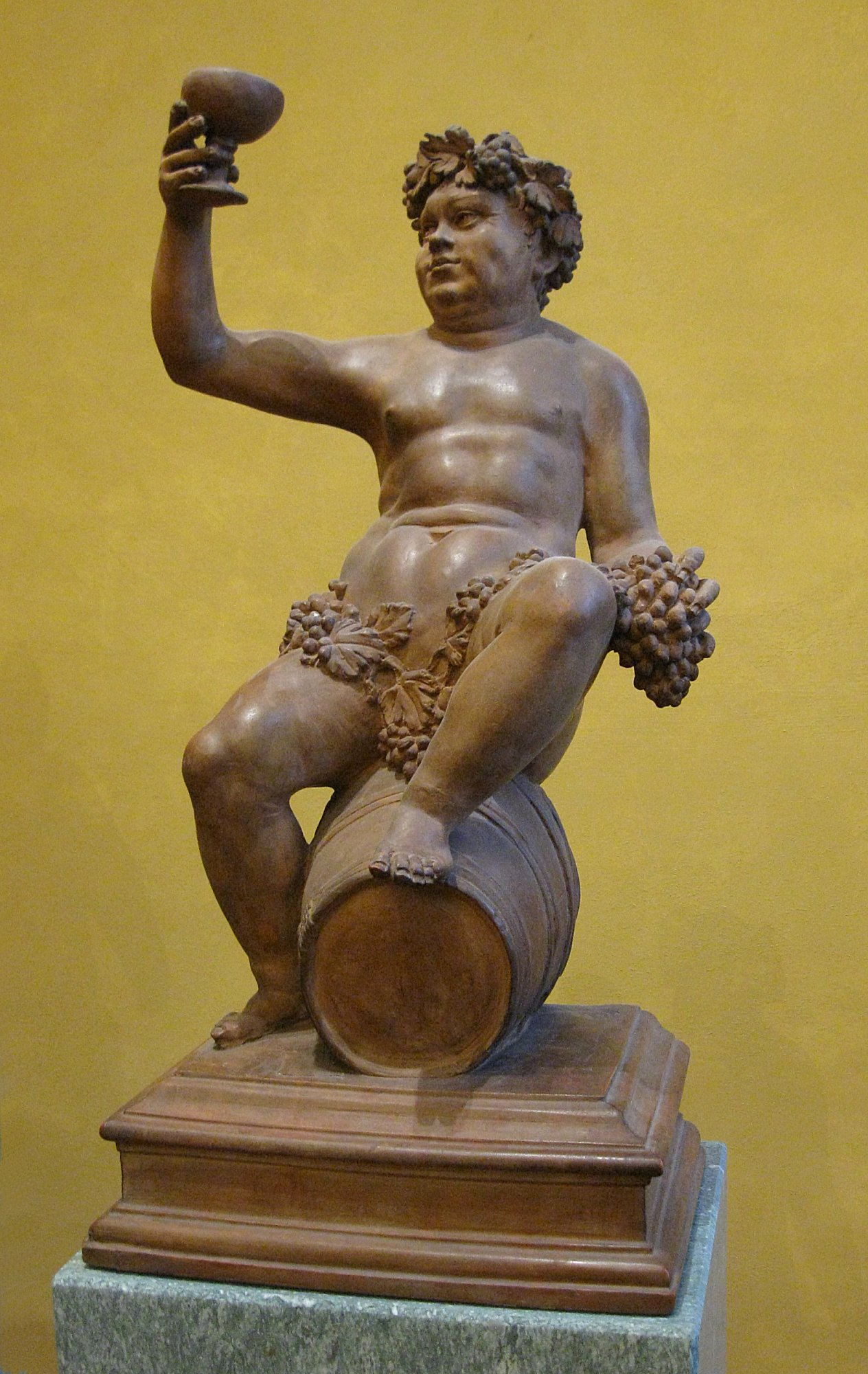
Губерт Герхард. «Осінь», 1590–1600, теракота, Баварський національний музей
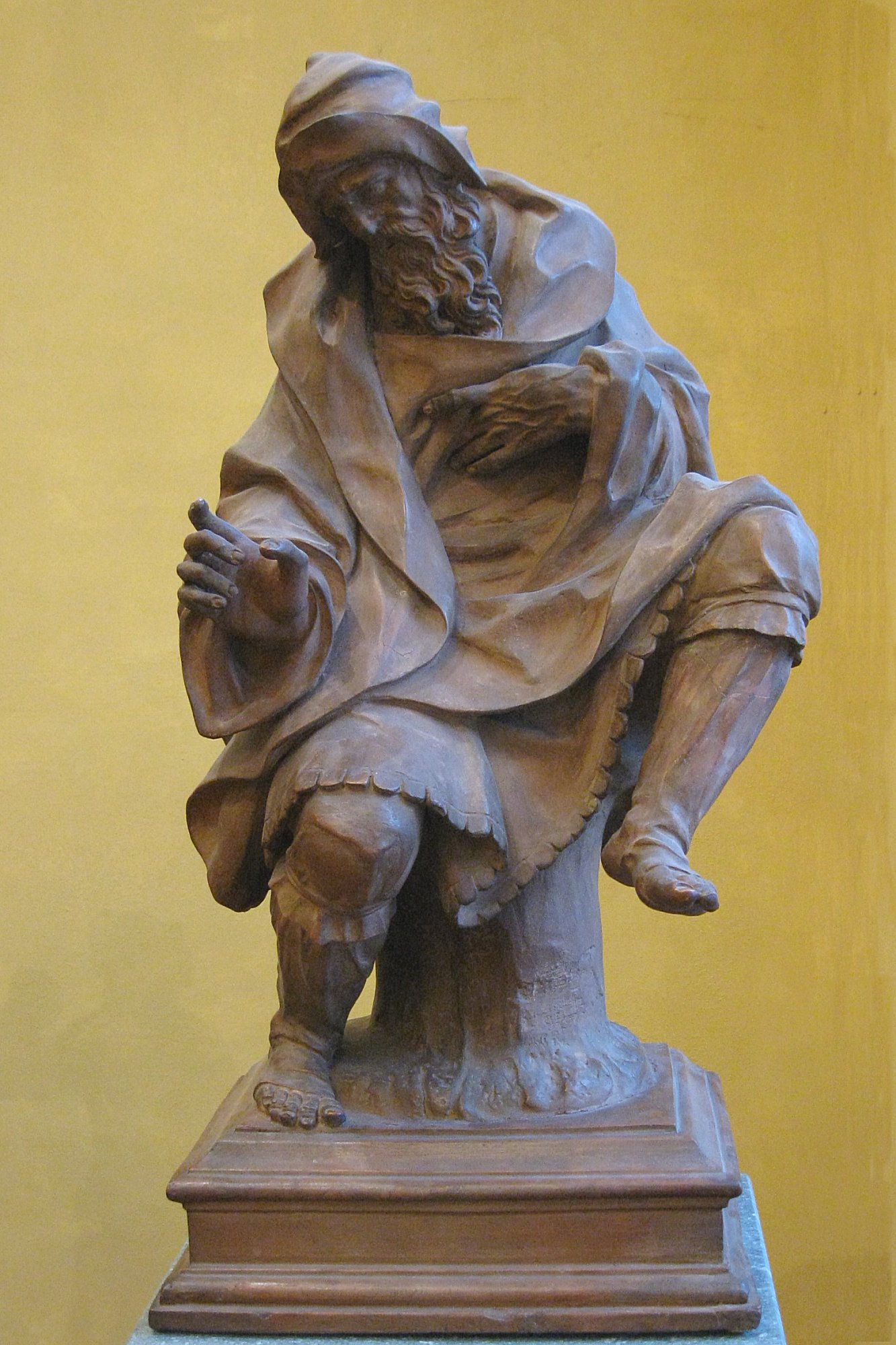
Губерт Герхард. «Зима», 1590–1600, теракота, Баварський національний музей

## Фонтан Августа

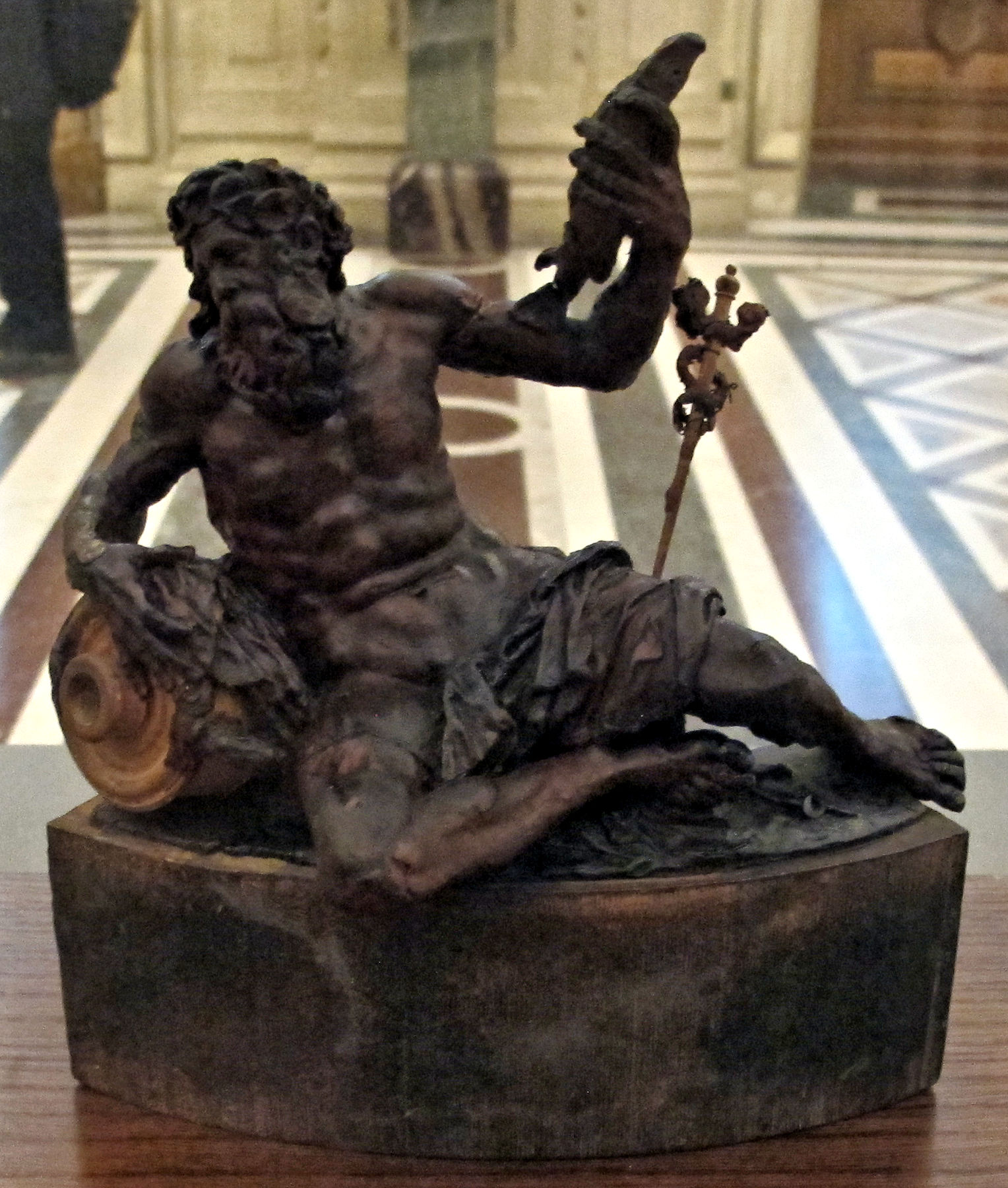
Губерт Герхард. «Річковий бог», теракота, Лувр, Париж.

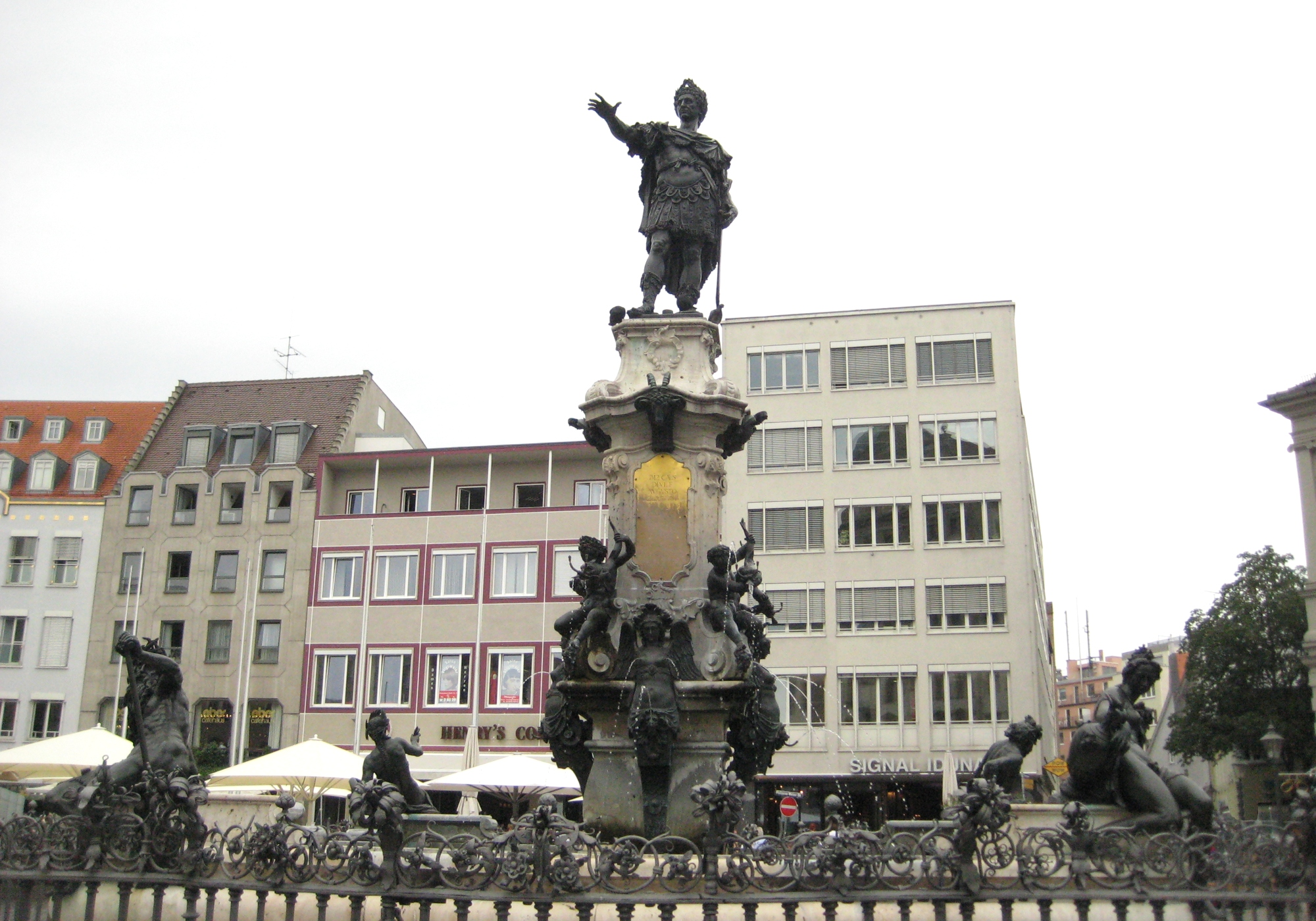
Губерт Герхард. Фонтан імператора  Августа, Ратушна площа, Аугсбург. Загальний вигляд.
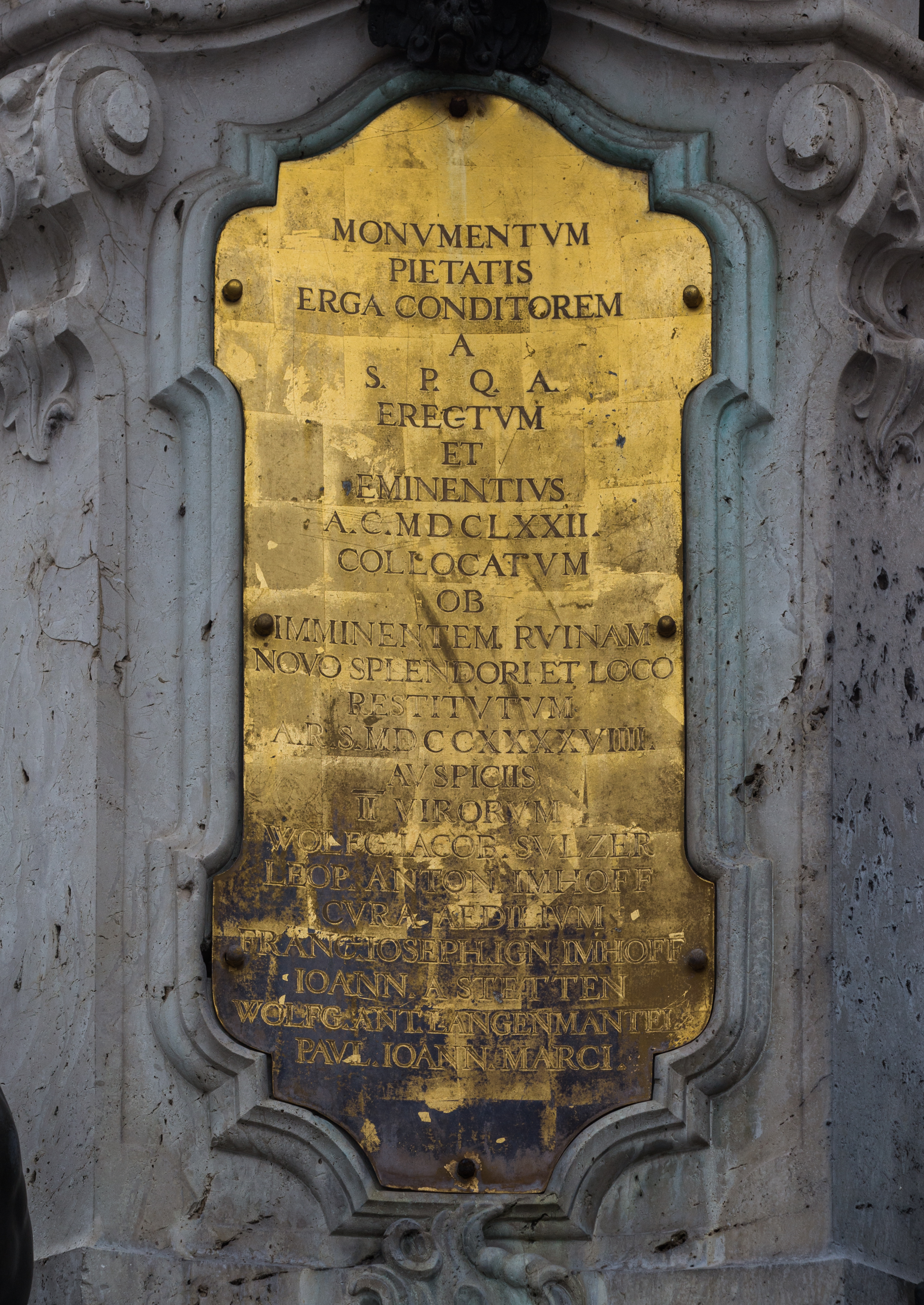
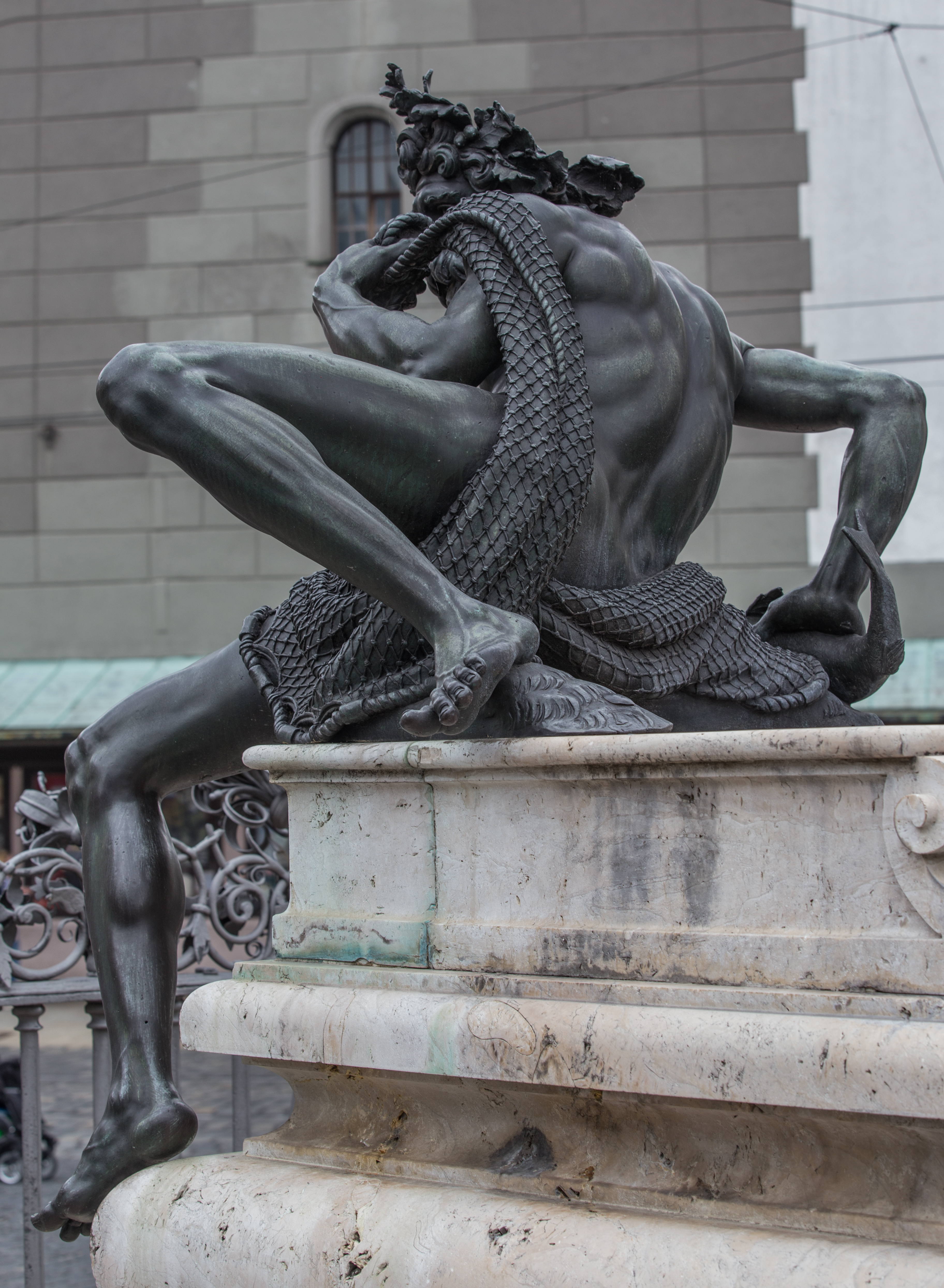
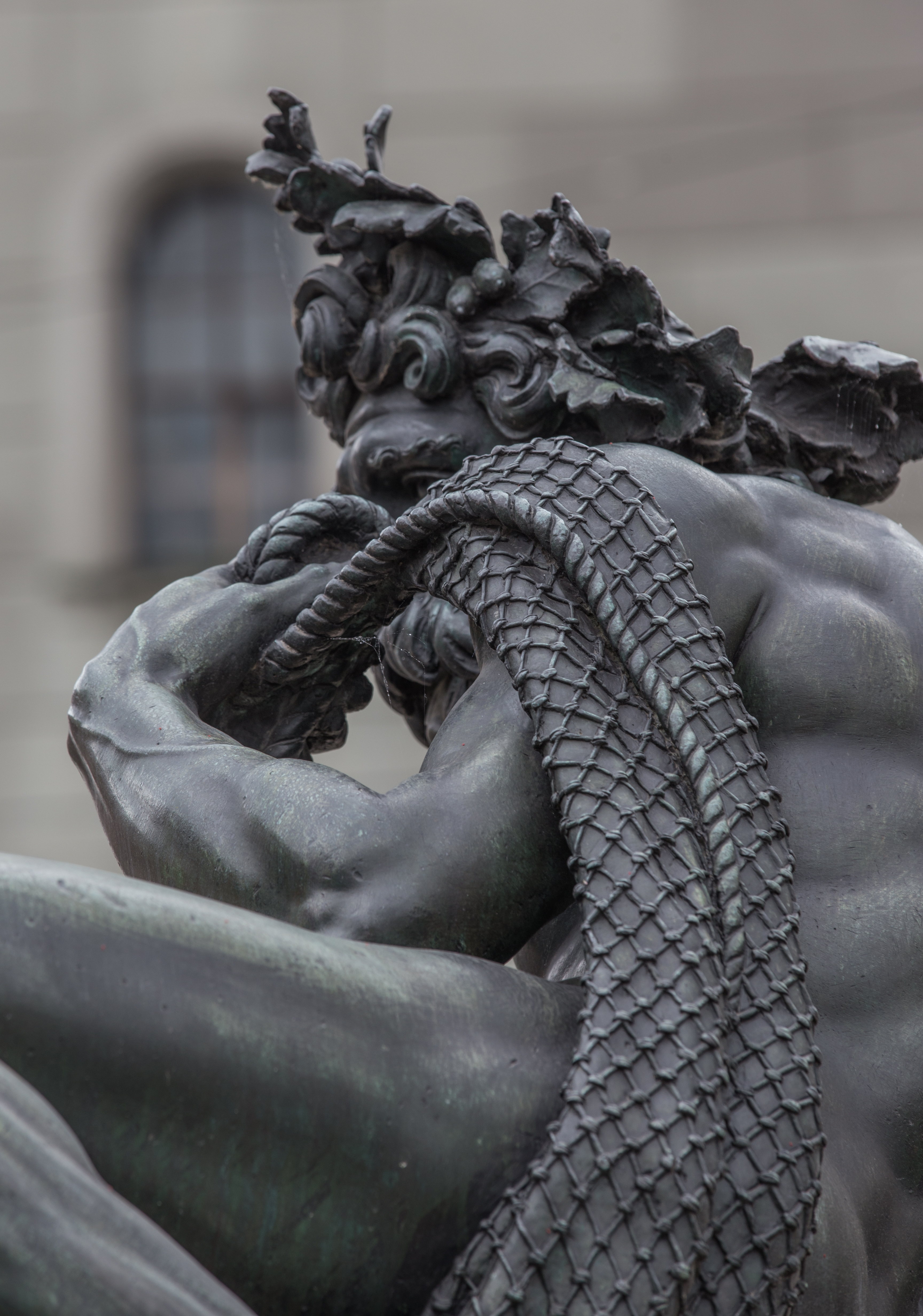
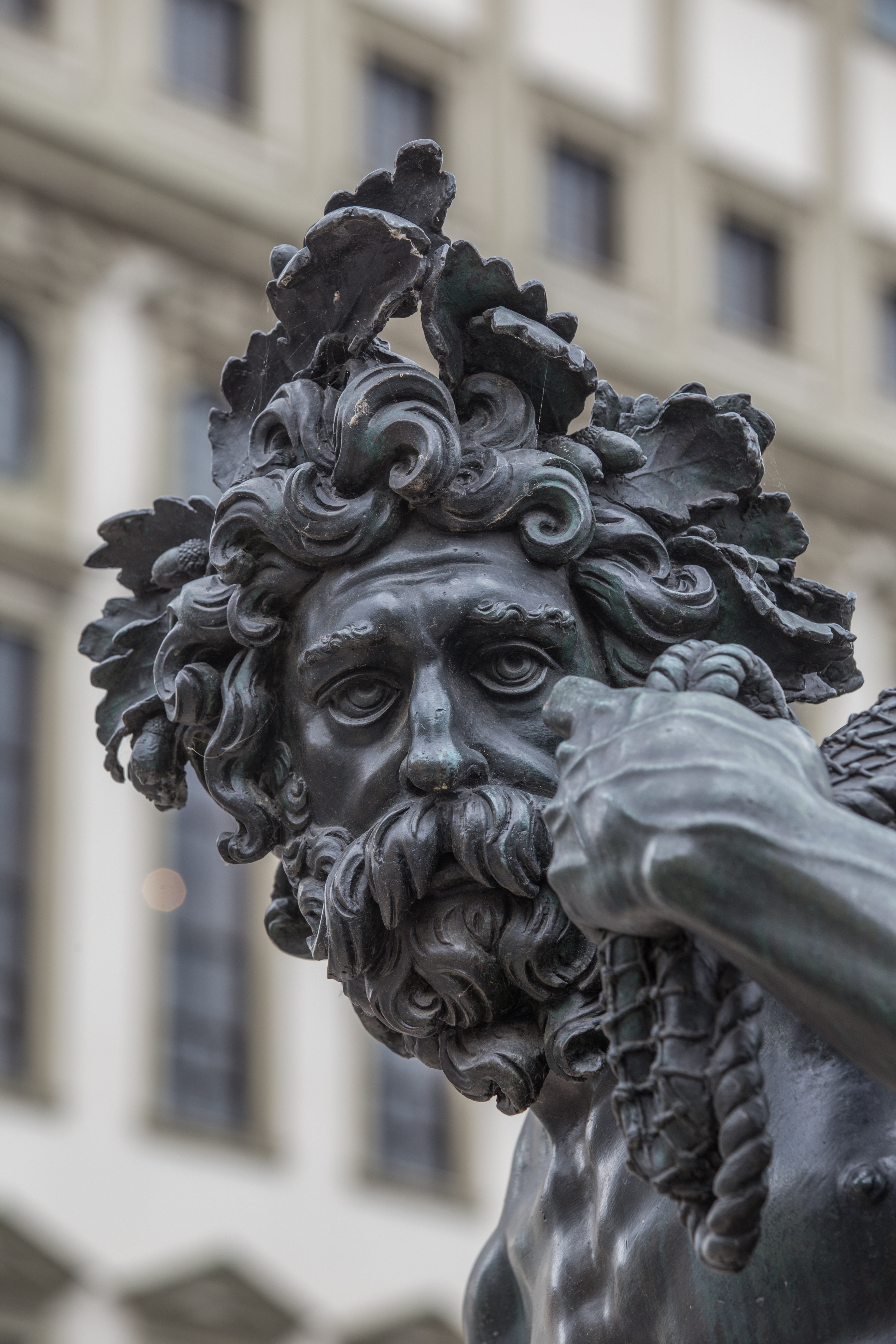
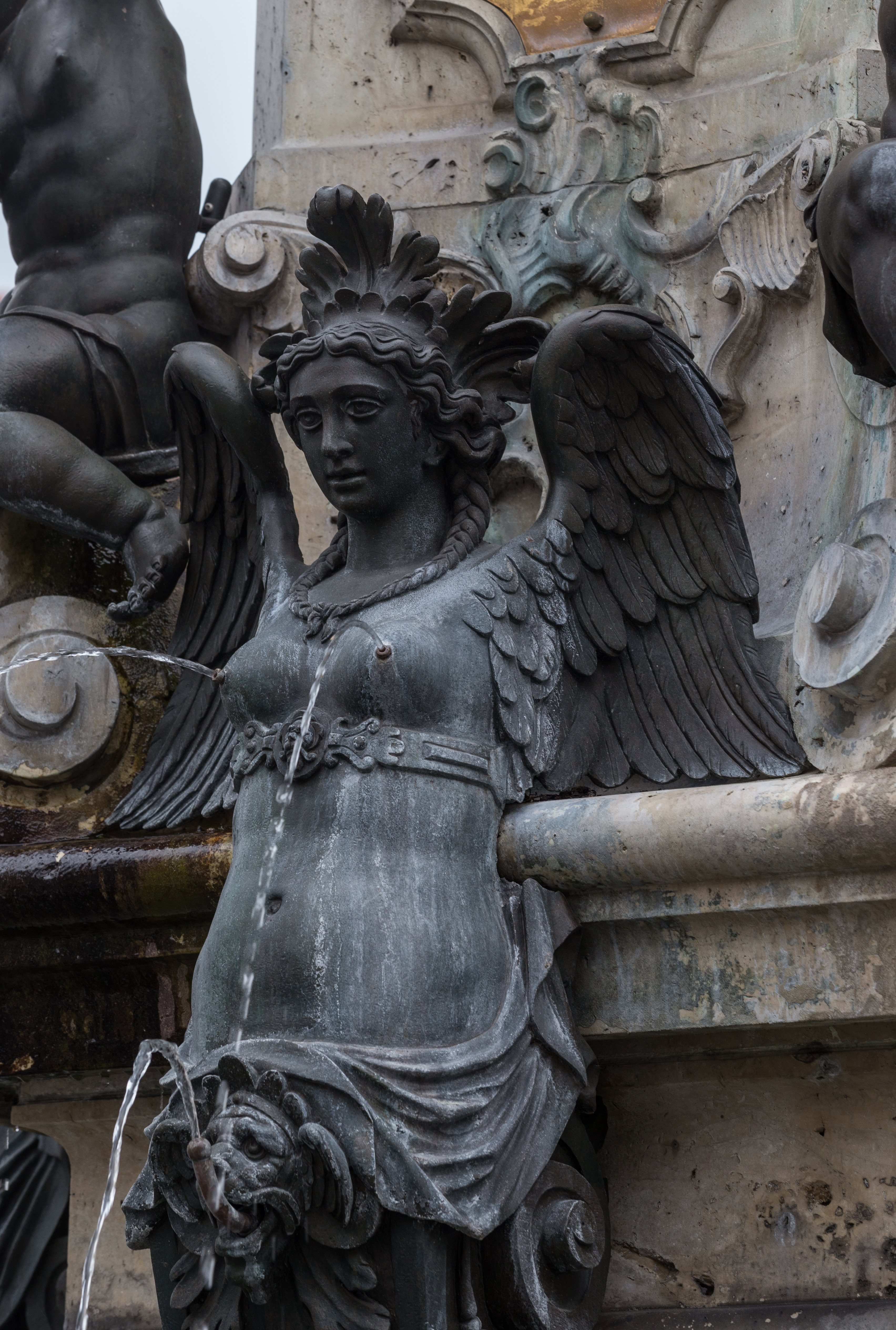
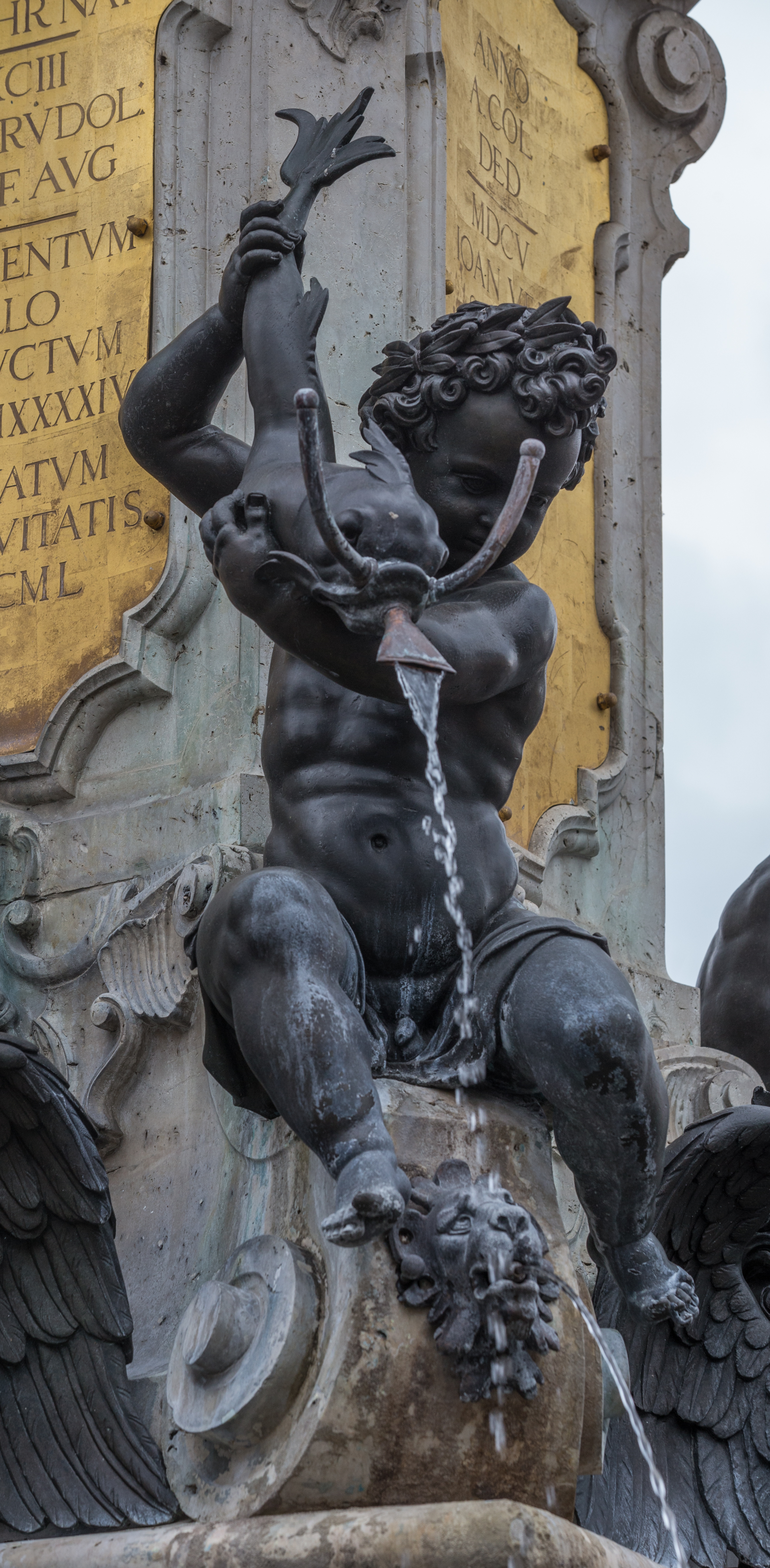
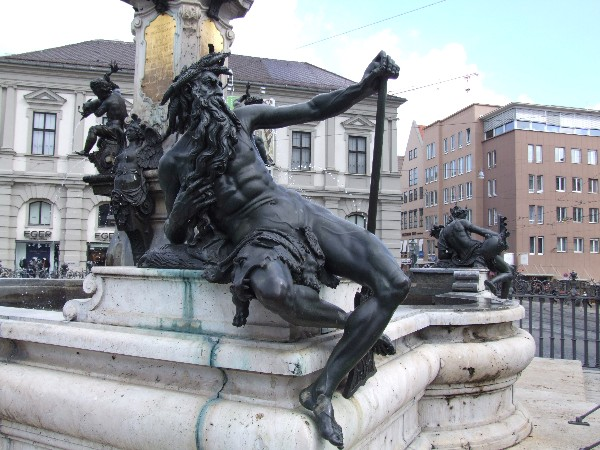
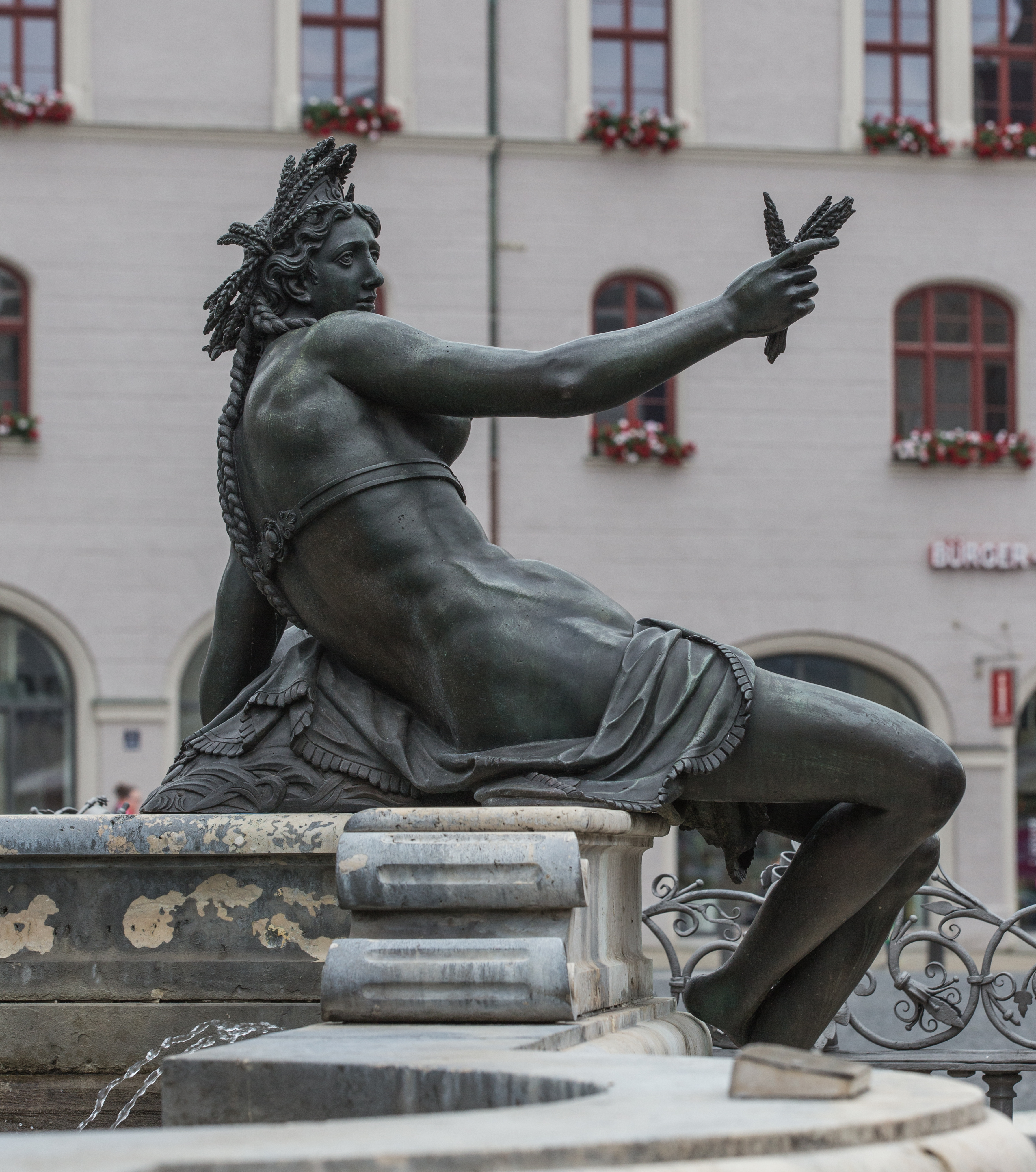
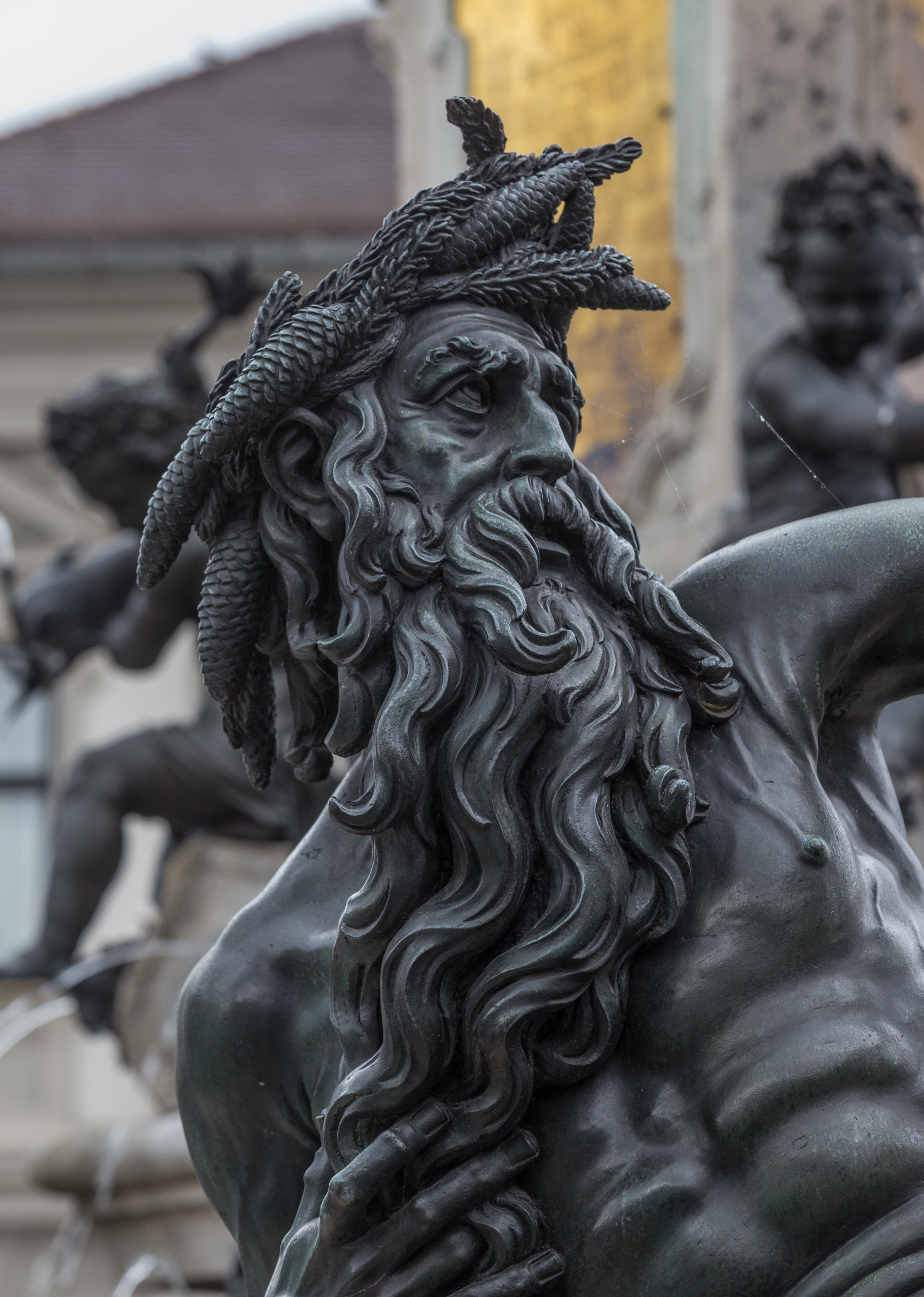
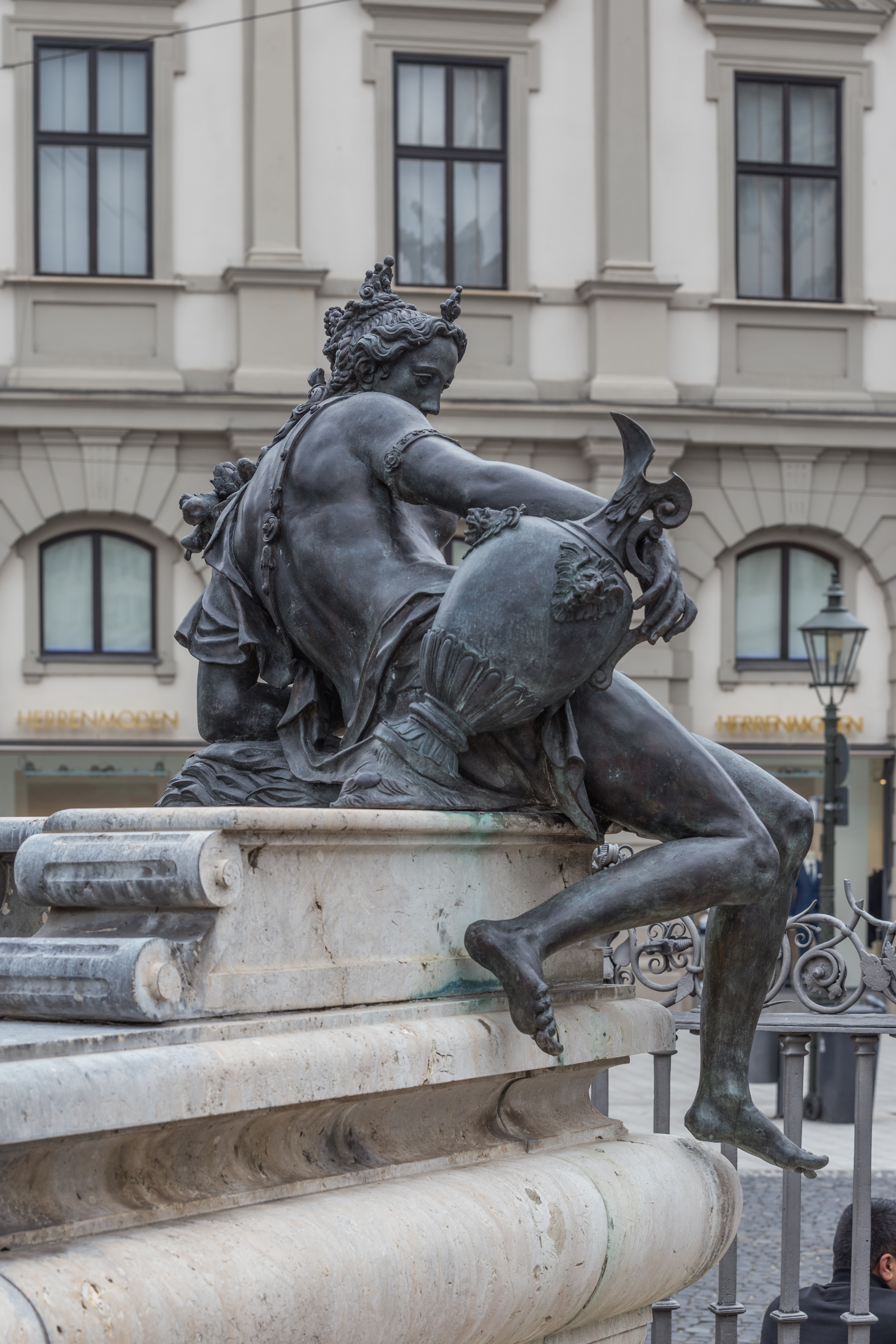